# 54.ª Cúpula do Mercosul
A 54.ª Cúpula do Mercosul ocorreu entre os dias 16 e 17 de julho de 2019 na cidade de Santa Fé, na Argentina, país que detinha a Presidência Pro Tempore (PPT) do grupo. A partir dessa cúpula, a PPT passou a ser do Brasil.
Foi discutida a possibilidade de acordos de livre comércio com a Associação Europeia de Livre Comércio, com o Canadá, Singapura. e com a Coreia do Sul Além disso, são ainda temas do encontro: a possibilidade de os países membros do Mercosul fazerem acordos bilaterais; anúncio da redução de despesas telefônicas para turistas dos estados-membros; o debate sobre a ferrovia que Transcontinental. A crise na Venezuela, também deve ser debatida pelos chefes de Estados

## Líderes participantes
|  | Argentina | Mauricio Macri     | Presidente                                                            |
|  | Brasil    | Jair Bolsonaro     | Presidente                                                            |
|  | Uruguai   | Tabaré Vázquez     | Presidente                                                            |
|  | Paraguai  | Mario Abdo Benítez | Presidente                                                            |
|  | Bolívia   | Evo Morales        | Presidente e Presidente Pro-Tempore da Unasul                         |
|  | Chile     | Sebastián Piñera   | Presidente e Presidente Pro-Tempore da Aliança do Pacífico, convidado |